# Keizer (Oregon)
Keizer is een plaats (city) in de Amerikaanse staat Oregon, en valt bestuurlijk gezien onder Marion County.

## Demografie
Bij de volkstelling in 2000 werd het aantal inwoners vastgesteld op 32.203. In 2006 is het aantal inwoners door het United States Census Bureau geschat op 35.027, een stijging van 2824 (8,8%).

## Geografie
Volgens het United States Census Bureau beslaat de plaats een oppervlakte van 19,1 km², waarvan 18,7 km² land en 0,4 km² water.

## Plaatsen in de nabije omgeving
De onderstaande figuur toont nabijgelegen plaatsen in een straal van 12 km rond Keizer.